# Adiantum tetraphyllum
Adiantum tetraphyllum là một loài thực vật có mạch trong họ Adiantaceae. Loài này được Humb. & Bonpl. ex Willd. miêu tả khoa học đầu tiên năm 1810.